# Верхньоманчарово
Верхньоманча́рово (рос. Верхнеманчарово, башк. Үрге Маншыр) — село у складі Ілішевського району Башкортостану, Росія. Входить до складу Ігметовської сільської ради.
Населення — 524 особи (2010; 575 у 2002).
Національний склад:
- башкири — 96 %